# أشلي كومو
أشلي كومو هي كاتبة سيناريو وممثلة كندية، ولدت في 31 يوليو 1984 في برامبتون في كندا.

## وصلات خارجية
- الموقع الرسمي
- أشلي كومو على موقع IMDb (الإنجليزية)
- أشلي كومو على موقع قاعدة بيانات الفيلم (الإنجليزية)